# Кешек
Кешек (пол. Kieszek) — село в Польщі, у гміні Пйонки Радомського повіту Мазовецького воєводства.
Населення — 471 особа (2011).

## Демографія
Демографічна структура станом на 31 березня 2011 року:
|          | Загалом | Допрацездатний вік | Працездатний вік | Постпрацездатний вік |
| -------- | ------- | ------------------ | ---------------- | -------------------- |
| Чоловіки | 243     | 59                 | 159              | 25                   |
| Жінки    | 228     | 53                 | 126              | 49                   |
| Разом    | 471     | 112                | 285              | 74                   |